# Phrynium whitei
Phrynium whitei är en strimbladsväxtart som först beskrevs av Henry Nicholas Ridley, och fick sitt nu gällande namn av Piyakaset Suksathan och Finn Borchsenius. Phrynium whitei ingår i släktet Phrynium och familjen strimbladsväxter. Inga underarter finns listade.